# Liten skivlav
Liten skivlav (Amandinea punctata) är en lavart som först beskrevs av Franz Georg Hoffmann, och fick sitt nu gällande namn av Coppins & Scheid. Liten skivlav ingår i släktet Amandinea och familjen Physciaceae.  Arten är reproducerande i Sverige. Inga underarter finns listade i Catalogue of Life.

## Källor

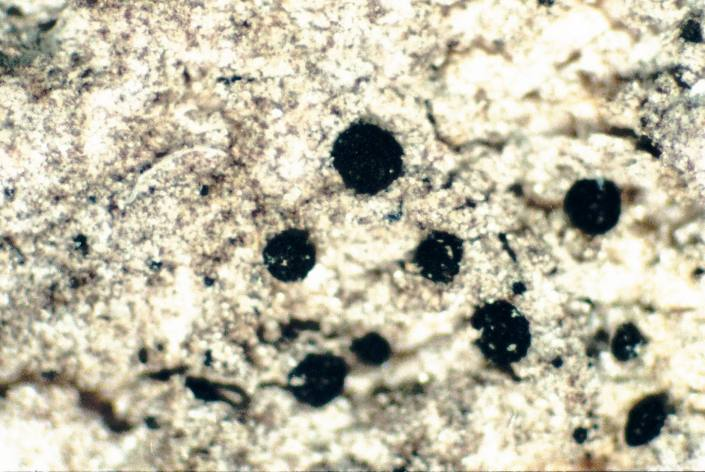
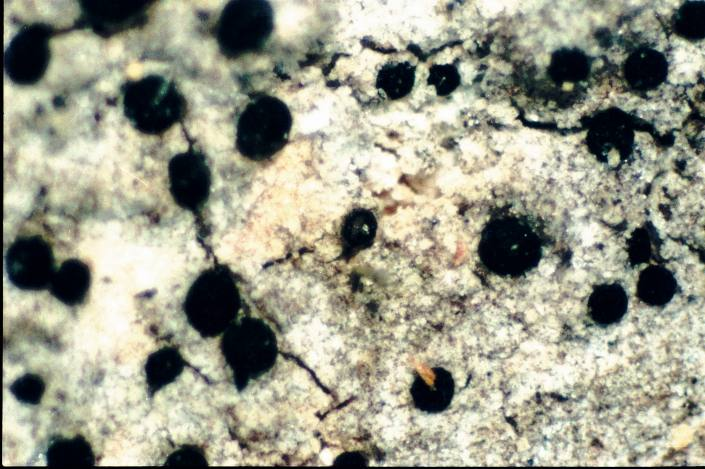
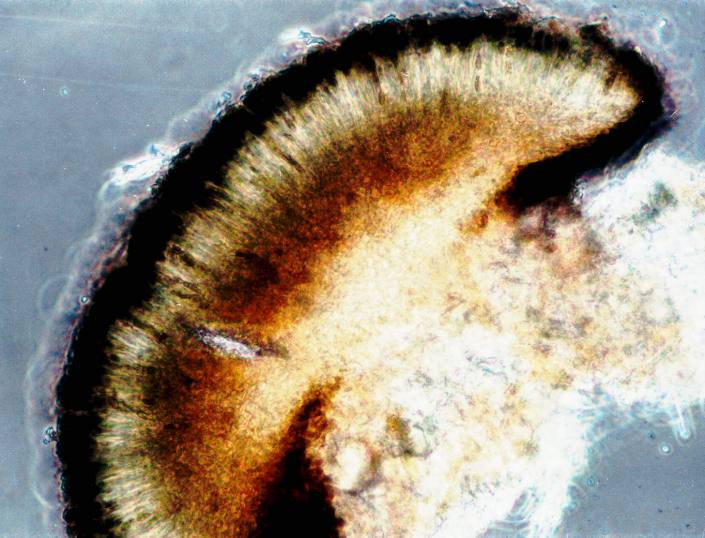
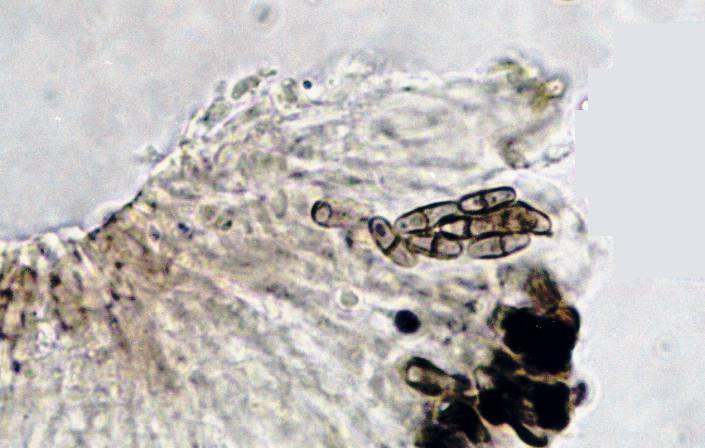
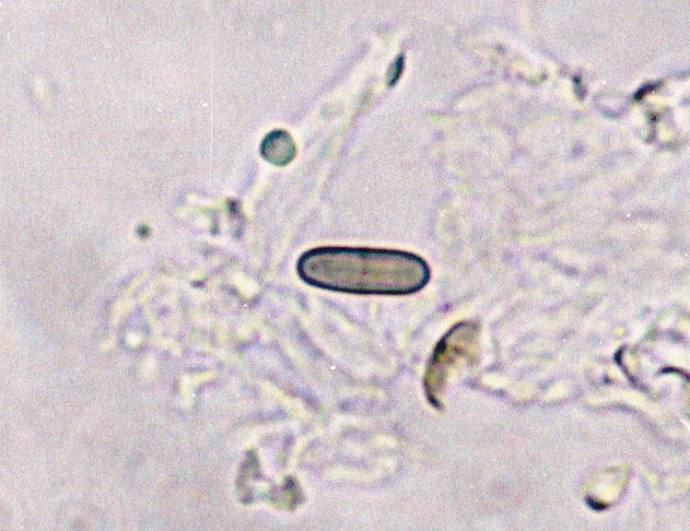
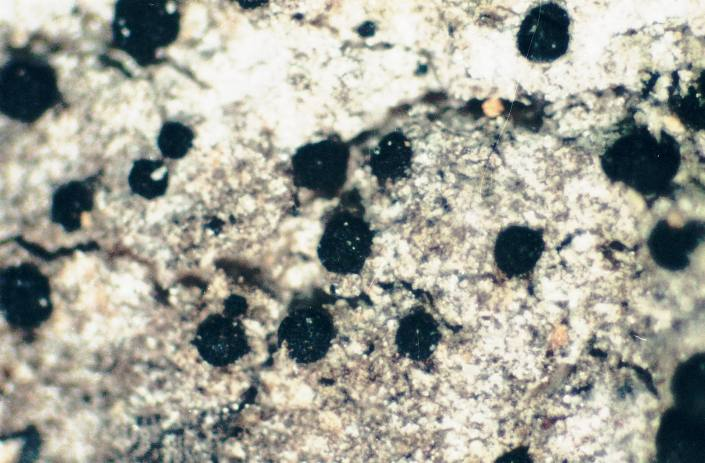
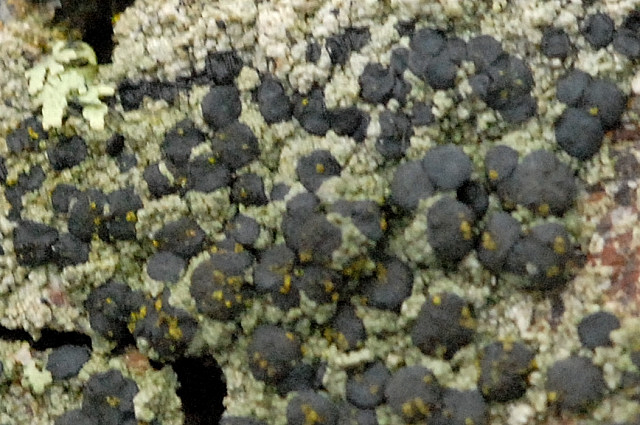
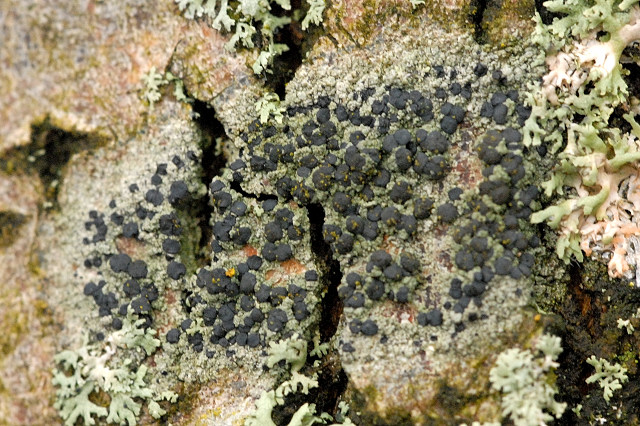